# Cleora inopinata
Cleora inopinata là một loài bướm đêm trong họ Geometridae.